# Distrito de Huarmaca
El distrito de Huarmaca es uno de los ocho que conforman la provincia de Huancabamba ubicada en el departamento de Piura en el norte del Perú. Limita por el norte con los distritos de Sondorillo y San Miguel de El Faique; por el este con los distritos de San Felipe y Sallique (Jaén, Cajamarca); por el oeste con el distrito de Salitral (Morropón); y, por el sur con los distritos de Olmos y Motupe (Lambayeque, Lambayeque) y el distrito de Cañaris (Ferreñafe, Lambayeque).
Desde el punto de vista de la jerarquía de la Iglesia católica, forma parte de la Diócesis de Chulucanas.
Dentro de sus localidades y caseríos se encuentran Chalpa, Coipapampa, Gramadal, San Antonio de Chucuyuc y San Isidro.

## Historia
El distrito de Huarmaca fue creado mediante Ley del 8 de octubre de 1840.
La producción está comprendida en los tres grandes grupos de seres naturales:
En el reino animal, produce vacunos, ovinos, caprinos, porcinos, equinos, asnos, mulas, cuyes y aves de corral. La fauna silvestre está representada por venados, pumas , zorros, gato montés, ardillas, sajinos, armadillos, osos negros, osos hormigueros, conejos, pavos de monte, palomas, pájaros cantores y de vistosos colores, ofidios, batracios, cangrejos y peces de río así como multitud de insectos.
En el grupo de los vegetales produce cereales y legumbres, tubérculos, plantas de adorno, medicinales, tintoreras y textiles.
En el reino mineral existe una gran variedad de rocas que producen materiales de construcción y alfarería. Los análisis de rocas arrojan como resultado la existencia de fierro, cobre, plomo, aluminio, bórax y un 50 % de níquel.
La producción en el distrito de Huarmaca está supeditada a la acción del clima, siendo el agente esencial la lluvia los recursos hídricos los cuales son reducidos no permitiendo irrigar mayor expansión de terreno.
Está perfectamente delimitado por accidentes naturales inalterables entre los territorios de las jurisdicciones vecinales y el antiguo distrito de Huarmaca.

### Municipales
- 2023 - 2026[2]
  - Alcalde: Lic . Vicente Tiquillahuanca Chuquipoma,

Alcaldes anteriores
- 2015-2018:[3] Santos Felizardo Cuzque Crisanto, del Partido Alianza para el Progreso (APP).
- 2011-2014:[4] Mártires Lizana Santos, del Movimiento Independiente Fuerza Regional (FR).

### Policiales
- Comisario: Sargento PNP .

## Festividades
- Junio: Corpus Christi
- Agosto: 5 - Alto de la Paloma - Celebración Cruz de Motupe
- Septiembre: 11 - 16  Señor de la Exaltación
- Octubre: 8  - Aniversario Político - creación política de Huarmaca
- Noviembre: 1' 2 Nov Fiesta de los muertos - celebración típica
- Diciembre: Navidad - celebración típica con danzas de niños y toros.
- Agosto : 05 día central celebración en honor a la santísima Cruz de Motupe. Chignia Alta - Huarmaca
- Diciembre: 02 día central celebración en honor a Sr de la Humildad. La Loma - Huarmaca